# Fumat

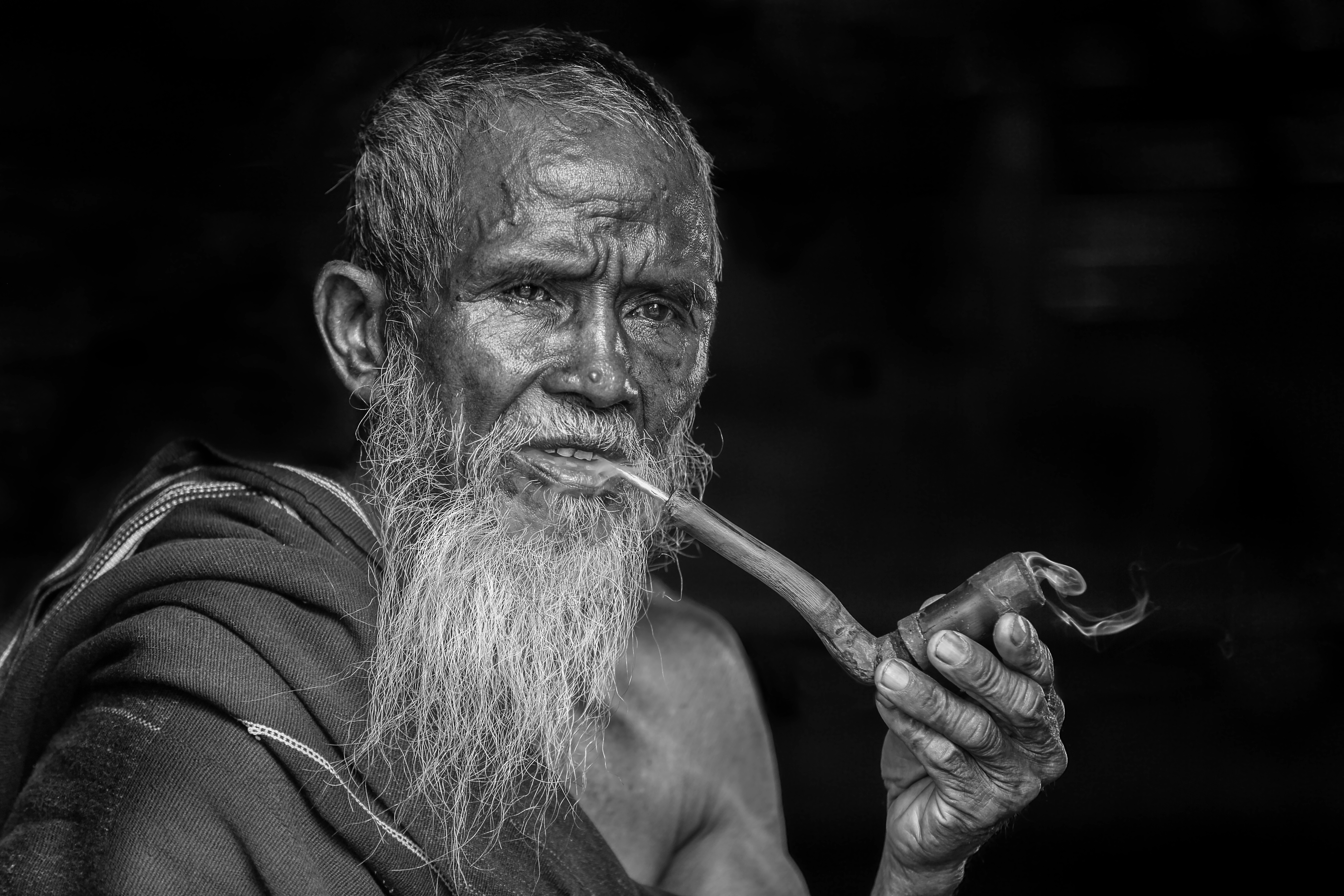

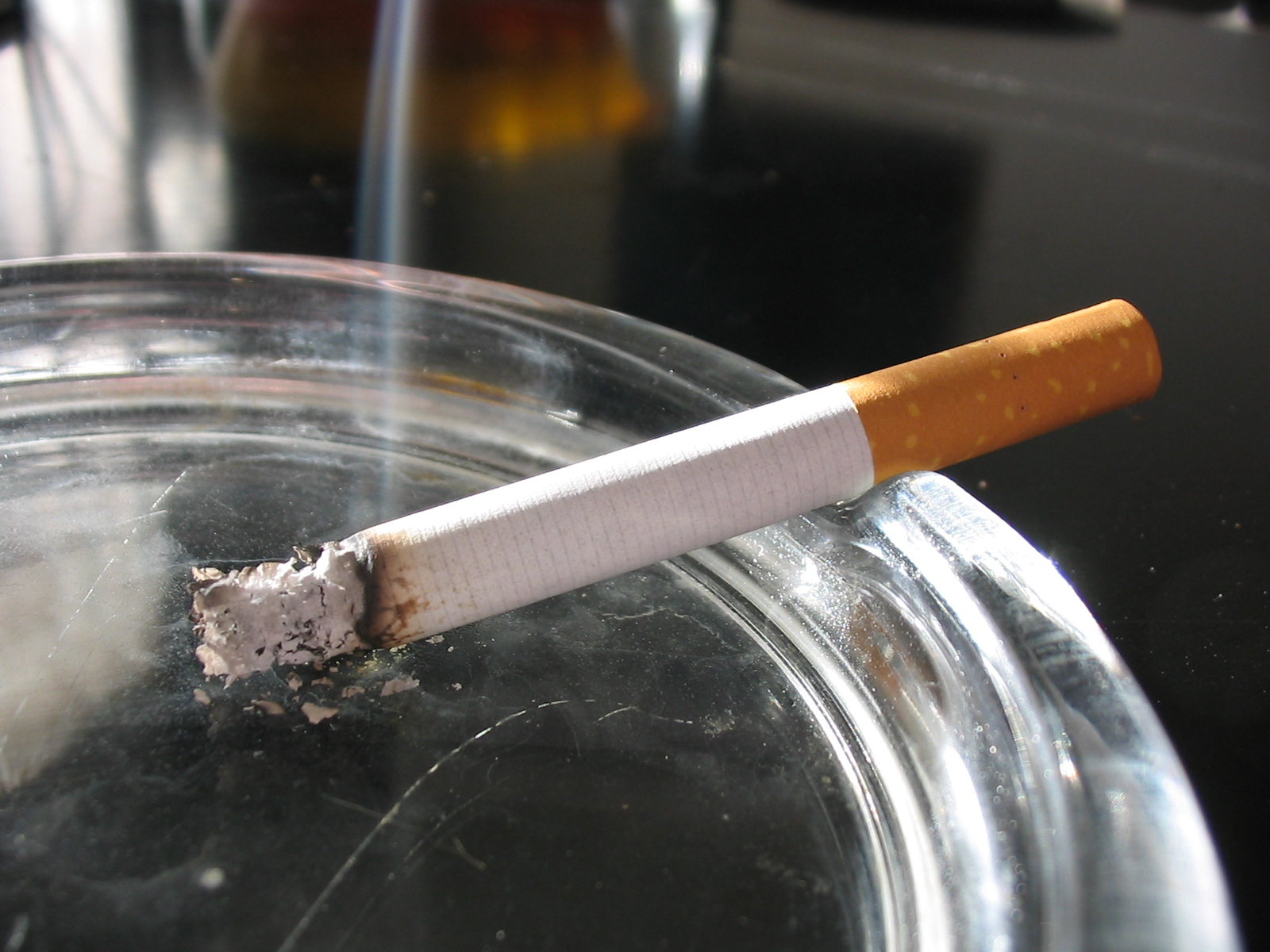
O țigară fabricată industrial, arzând într-o scrumieră, în prezent cea mai folosită formă de fumat.

Fumatul este acțiunea de a aspira și a trage fumul de tutun din țigară sau din pipă, acțiune denumită regional și a bea tutun sau a duhăni.
Prin combustia tutunului sunt eliberate diverse substanțe active, în special nicotina, care ajung astfel să fie absorbite de organismul uman prin intermediul organelor interne. Efectul sigur al fumatului este tabagismul. Deoarece fumatul creează dependență, încercarea de a întrerupe fumatul este dificilă, ducând, de regulă, la sevraj tabagic.
În august 2011, numărul fumătorilor din întreaga lume era estimat la 3 miliard.
În afară de acest tip de fumat activ, medicii constată existența și nocivitatea fumatului pasiv, care constă din inhalarea involuntară a fumului de țigară de către persoane care se află în aceeași încăpere cu fumători activi.
Conform unui studiu global din 2010 al Organizației Mondiale a Sănătății (OMS), circa 600.000 de oameni mor anual din cauza fumatului pasiv, o treime din ei fiind copii care sunt expuși fumului de țigară acasă.
Totodată, fumatul pasiv poate cauza pierderea auzului.
În secolul XX, aproximativ 100 de milioane de oameni au murit din cauza tutunului.
Organizația Mondială a Sănătății a declarat ziua de 31 mai "Ziua Mondială fără Tutun", în anul 1987, tocmai pentru a-i face pe fumători să conștientizeze pericolul utilizării tutunului, nu numai pentru ei, ci și pentru societatea în care trăiesc.
Fumatul este cel mai important factor de risc pentru bolile pulmonare obstructive cronice (BPOC).
Tarul și cianidele sunt responsabile de producerea bronșitei și emfizemului, în principal prin hipersecreția glandelor bronșice și blocarea acțiunii de epurare (curățare) ciliară.
Tusea și expectorația, dispneea (dificultatea în respirație), wheezing-ul (respirație zgomotoasă) și durerile toracice, constituie simptomele res-piratorii principale.
Riscul de deces pentru fumătorii de peste 25 de țigări pe zi este de 20 de ori mai mare decât al nefumătorilor. Din momentul stabilirii diagnosticului, durata supraviețuirii pentru încă 5-10 ani a fost apreciată la 50%. În cazul persoanelor cu forme grave de BPOC (cu valorile VEMS sub 1 litru) șansele de supraviețuire sunt de 1-3 ani.
Fumatul de țigară de foi (trabuc, havană) este un factor de risc cunoscut în apariția certă a BPOC. Un studiu realizat printre bărbați cu vârsta cuprinsă între 30-85 de ani, fumători și nefumători de țigări de foi, în perioada 1971-1985 în SUA, evidențiază că, independent de alți factori de risc, fumatul activ de țigară de foi crește semnificativ riscul de îmbolnăvire prin BPOC (cu 45% mai mare).
În cazul femeilor fumătoare, se pare că riscul de a suferi de BPOC este mai mare și că există o vulnerabilitate mai mare la instalarea formelor severe de BPOC. În schimb răspunsul la medicația bronhodilatatoare este mai bun. Încetarea fumatului în BPOC are un pronunțat impact, scăzând rata exacerbărilor severe și riscul complicațiilor cardiovasculare. Abandonul fumatului este benefic în orice moment al evoluției bolii crescând calitatea vieții pacienților și reducând mortalitatea datorată BPOC.
Fumatul este recunoscut ca factor etiologic în dezvoltarea astmului în copilărie și, posibil, în debutul astmului la adult. Este știut că fumatul crește numărul celulelor inflamatorii prin mecanisme distincte. Acestea includ recrutarea de celule inflamatorii, alterarea subtipurilor celulare, intensificarea anumitor funcții celulare, eliberarea de mediatori pro-inflamatori.
Se consideră că femeile fumătoare care suferă de astm bronșic au un risc crescut al mortalității prin această boală comparativ cu bărbații. Coexistența bolilor ischemice cardio-vasculare ar favoriza aceasta.
Cercetători americani au descoperit că fumatul cauzează schimbări genetice legate de cancer deja după câteva minute de la inhalatul primului fum.

## Generalități
Unii consideră fumatul ca fiind o activitate recreațională, o formă recreativă de consum neavizat de substanțe.
Obiceiul se mai practică și ca parte a unor ritualuri religioase sau nereligioase, pentru a conduce la înălțarea spiritului. Cea mai întâlnită metodă de a fuma este aceea prin intermediul țigărilor, fie fabricate industrial, fie confecționate artizanal, prin împăturirea unei cantități de tutun în hârtie. Dintre alte forme de fumat, se pot aminti folosirea pipei, a trabucurilor și a narghilelei.
Fumatul este una dintre cele mai frecvente forme de abuz de substanțe folosite în scop recreațional. Fumatul de tutun este de departe cea mai frecventă modalitate de a fuma, fiind folosită de peste un miliard de persoane, în majoritatea societăților umane. Fumatul de cannabis și opiu sunt mai rar întâlnite. Majoritatea substanțelor care sunt fumate duc la dependență. Anumite substanțe sunt considerate ca fiind narcotice puternice, precum heroina și cocaina, folosirea acestora fiind de obicei restrânsă la grupuri marginalizate social.
Istoria fumatului se poate dovedi de prin anii 5000 î.Hr, fiind prezentă în diferite culturi din întreaga lume. Tutunul a fost cultivat și de asemenea fumat pe continentul american de peste 5000 de ani, sursa de origine fiind din Anzii peruvieni și ecuadorieni. Fumatul cannabisului în India este practicat de peste 4000 de ani. La început, fumatul s-a propagat în combinație cu ceremoniile religioase; ca ofrande aduse zeităților, în ritualuri de purificare, care să le permită preoților sau conducătorilor religioși să se detașeze de limpezimea minții în scopul de a comunica cu divinitatea sau de a induce viziuni spirituale. După explorările europene din Americi, obiceiul s-a răspândit cu repeziciune în tot restul lumii. În regiuni precum India și Africa Subsahariană, s-a combinat cu obiceiurile existente de fumat (de obicei cannabis). În Europa, s-a răspândit ca un nou tip de activitate socială și ca modalitate de consum a substanțelor farmaceutice care până în acel moment nu fusese cunoscut.
Percepțiile culturale care învăluie fumatul au variat cu timpul și locul, de la spiritual - la păcat, de la sofisticat - la vulgar, de la plagă socială - la pericol mortal asupra sănătății. Doar de curând, și numai în societățile vestice, fumatul a început să fie privit într-o lumină negativă. Dovezile clare privind pericolele aduse sănătății au condus la luarea unor măsuri de impunere a unor taxe mari asupra produselor din tutun și la inițierea de campanii anti-fumat, în încercarea de a opri consumul acestor substanțe. Mai multe țări au interzis fumatul în public în majoritatea locurilor publice.

## Situația în România
Conform celor mai recente statistici, în România fumatul omoară 33.000 de persoane pe an. Peste 70% dintre aceștia mor între 35 și 69 de ani.
În scopul reducerii efectelor nocive ale fumatului, în România fumatul este interzis în spații închise de la locul de muncă. În spațiile publice închise, fumatul este permis numai în camere special amenajate pentru fumat, cu respectarea unor condiții obligatorii. Se interzice comercializarea produselor din tutun în unitățile economice situate în incinta și la o distanță mai mică de 50 metri față de orice punct de acces în spitale și unități de învățământ, cu excepția unităților de învățământ superior. Există obligativitatea de a tipări pe pachetele de țigări un avertisment și o fotografie color sau altă ilustrație care ilustrează consecințele fumatului asupra sănătății.
De asemenea, se interzice orice publicitate pentru produsele din tutun prin orice formă de comunicare comercială care are ca scop sau ca efect direct ori indirect promovarea unui produs din tutun sau a fumatului.
Sistemul de sănătate a plătit, în 2012, 1,2 miliarde de lei pentru tratarea unor boli cauzate strict de fumat, din 4,3 miliarde de lei pentru tratarea bolilor asociate fumatului.
La sfârșitul lui 2015 a fost inițiată de Ministerul Sănătății și e susținut de mai multe organizații cu activitate în domeniul sănătății și de unele ONGuri, o lege care interzice fumatul în toate spațiile publice închise din România, indiferent de destinația lor, precum și în parcuri și locuri de joacă. Contestația la această lege fusese depusă în decembrie 2015 de senatori din mai multe grupuri parlamentare. În 27 ianuarie 2016 Curtea Constituțională a validat definitiv legea antifumat.
Klaus Iohannis, Președintele României, a semnat în 29 ianuarie 2016, decretul pentru promulgarea Legii privind modificarea și completarea Legii nr. 349/2002 pentru prevenirea și combaterea efectelor consumului produselor din tutun.
Autoritățile au pus la punct o strategie prin care fumatul în România să fie limitat aproape complet în următorii 20 de ani.
Prin această strategie se dorește ca în anul 2035, ținta asumată de Ministerul Sănătății, România să aibă prima generație de tineri nefumători.